# Seide (Film)
Seide ist ein international produziertes Filmdrama aus dem Jahr 2007. Regie führte François Girard, der gemeinsam mit Michael Golding das Drehbuch anhand des gleichnamigen Romans von Alessandro Baricco schrieb.

## Handlung
Die Handlung spielt im 19. Jahrhundert. Der junge Herve Joncour heiratet die schöne Helene. Als eine Epidemie die von ihm für gewöhnlich geschmuggelten afrikanischen Seidenspinner vernichtet, reist er nach Japan, um eine neue Bezugsquelle zu finden. Dort trifft er auf den lokalen Adeligen Hara Jubei und ein bezauberndes Mädchen.
Joncour erhält von Jubei die Raupen, die er nach Frankreich bringt. Die Qualität der neuen Seide führt sein Heimatdorf zu großem Wohlstand. Bei seinem nächsten Besuch in Japan wird Joncour nicht mehr als Fremder behandelt. Vielmehr bietet sich ihm die Gelegenheit für ein erotisches Stelldichein zwar nicht mit dem von ihm begehrten Mädchen, jedoch mit einer ihr vertrauten, anderen Schönheit des Dorfes. Diese lässt ihm eine Nachricht zukommen, die er, nach Frankreich zurückgekehrt, von einer Japanerin übersetzen lässt.
Sie selbst, als Konkubine des adeligen Herrschers, gibt sich trotz ihrer Gefühle nicht hin, weil sie sonst verstoßen werden würde. Um trotzdem ihr Verlangen zu stillen und ihm ihre Liebe zu zeigen, arrangiert sie das Zusammensein mit der Anderen und weilt währenddessen selber vor der absichtlich nicht ganz geschlossenem Tür, um ihn dabei beobachten zu können. Herve versteht das Arrangement und verfällt ihr umso mehr.
Bei seiner dritten Reise nach Japan herrscht Krieg, und Joncour wird von Jubei fortgeschickt, ohne das Mädchen erneut zu Gesicht zu bekommen. Widerwillig verlässt er Japan.
Herve bekommt eines Tages einen Brief auf Japanisch, den er auch wieder übersetzen lässt. Nach dem frühen Tod seiner Frau erfährt er, dass den Brief nicht seine japanische Geliebte verfasste, sondern Helene ihm darin ihre unendliche Liebe bezeugte.

## Kritiken
Todd McCarthy schrieb in der Zeitschrift Variety vom 13. September 2007, der Film sei zum Einschlafen langweilig („is a snooze“). Er sei „gedankenlos“, „öde“ und zum Schluss „blödsinnig“; die Romanverfilmung weise weder Leben noch Energie auf. Die „fade“ Darstellung von Keira Knightley bestehe weitgehend aus Begrüßungs- und Abschiedsszenen.
Francois Gerard geht auf mühsame Längen, um Seide in einen langwierigen, stellenweise ermüdenden Kunstfilm zu verwandeln. Ein sehr langsamer Film mit malerischen Bildern schöner Landschaften von Frankreich und Japan im 19. Jahrhundert.

## Hintergründe
Der Film wurde in verschiedenen Orten in Italien, in Japan, in Toronto und in Kidderminster (England) gedreht. Seine Produktionskosten betrugen schätzungsweise 20 Millionen US-Dollar. Der Film hatte seine Weltpremiere am 11. September 2007 auf dem Toronto International Film Festival 2007. Am 14. September begannen die Vorführungen in den ausgewählten Kinos der USA.